# Gare de Metz-Devant-les-Ponts
Gare de Metz-Devant-les-Ponts vasútállomás Franciaországban, Metz településen.

## Vasútvonalak
Az állomást az alábbi vasútvonalak érintik:
- Ceinture de Metz

## Kapcsolódó állomások
A vasútállomáshoz az alábbi állomások vannak a legközelebb: